# مارپیچ (فیلم ۱۹۷۸)
مارپیچ (لهستانی: Spirala) یک فیلم به کارگردانی کشیشتف زانوسی است که در سال ۱۹۷۸ منتشر شد.